# Баия-де-Кадис (комарка)
Баия-де-Кадис (исп. Bahía de Cádiz) — район (комарка) в Испании, входит в провинцию Кадис в составе автономного сообщества Андалусия.

## Муниципалитеты
| Муниципалитет             | Население | Площадь, км² | Плотность населения чел./км² |
| ------------------------- | --------- | ------------ | ---------------------------- |
| Кадис                     | 130.561   | 12           | 10.880,08                    |
| Чиклана-де-ла-Фронтера    | 72.364    | 207          | 349,58                       |
| Эль-Пуэрто-де-Санта-Мария | 83.101    | 159          | 522,65                       |
| Пуэрто-Реаль              | 38.354    | 197          | 194,69                       |
| Сан-Фернандо              | 93.544    | 32           | 2.923,25                     |